# ميشيل ليوناردو
ميشيل ليوناردو (بالإنجليزية: Michelle Leonardo)‏ هي متسابقة ملكة الجمال أمريكية، ولدت في 28 يونيو 1991 في مونتكلير ‏ في الولايات المتحدة.